# Bill Callahan
William Rahr "Bill" Callahan, född 3 juni 1966 i Silver Spring i Maryland, även känd under artistnamnet Smog, är en amerikansk singer-songwriter och gitarrist.
Bill Callahan har gett ut musik genom skivbolaget Drag City sedan 1992.

## Diskografi

### SomSmog
- 1990 – Sewn to the Sky
- 1992 – Forgotten Foundation
- 1993 – Julius Caesar
- 1995 – Wild Love
- 1996 – The Doctor Came at Dawn
- 1997 – Red Apple Falls
- 1999 – Knock Knock
- 2000 – Dongs of Sevotion
- 2001 – Rain on Lens
- 2002 – Accumulation: None
- 2003 – Supper
- 2005 – A River Ain't Too Much to Love

### SomBill Callahan
- 2007 – Woke on a Whaleheart
- 2009 – Sometimes I Wish We Were an Eagle
- 2011 – Apocalypse
- 2013 – Dream River
- 2014 – Have Fun with God
- 2019 – Shepherd in a Sheepskin Vest
- 2020 – Gold Record
- 2021 – Blind Date Party (tillsammans med Bonnie "Prince" Billy)
- 2022 – YTI⅃AƎЯ